# Ravine Sibouli (St. Luke)
Die Ravine Sibouli ist ein Fluss an der Westküste von Dominica im Parish Saint Luke. Die Ravine ist der einzige namhafte Fluss im Parish.

## Geographie
Die Ravine Sibouli entspringt am nordwestlichen Hang des Morne Plat Pays, eine Vulkans im Massiv der Soufrière Ridge, hart an der Grenze zum Parish Saint Mark. Die Ravine entsteht im Gommier Jacquin Estate, verläuft steil nach Westen und durchquert im Tiefland die Plantagen Cacao und Union Estate. Durch den Vorberg Derochelle wird sie leicht nach Norden abgelenkt, mündet aber bald darauf in Sibouli bei Pointe Michel in das Karibische Meer.